# Кушеловский сельсовет
Кушеловский сельсовет — упразднённая административно-территориальная единица, существовавшая на территории Московской губернии и Московской области до 1954 года.
Кушеловский сельсовет был образован в первые годы советской власти. По данным 1921 года он входил в состав Ошейкинской волости Волоколамского уезда Московской губернии.
По данным 1926 года в состав сельсовета входили 3 населённых пункта — Кушелово, Кушелово Северное и Кушелово Южное, а также посёлок Красный Октябрь.
В 1929 году Кушеловский с/с был отнесён к Лотошинскому району Московского округа Московской области.
17 июля 1939 года к Кушеловскому с/с был присоединён Телешовский с/с.
14 июня 1954 года Кушеловский с/с был упразднён, а его территория передана в Ошейкинский с/с.